# 特殊白板紙
特殊白板紙（とくしゅしろいたがみ）は白板紙に分類され、表裏共に化学パルプ或いは古紙を使用して両面が白く、片面には印刷効果を上げるために白色の塗工が施されている。

## 概要
本来は非塗工である裏面に薄く塗工を施している商品もあり、高級白板紙との分類が難しくなって来ている。
また、黄ボールから特殊白板紙までを紙器用板紙と呼ばれることが多く、その大半は食品衛生法の観点から蛍光染料を使わない物が多い。しかし原料となる新聞古紙・雑誌古紙の中には新聞チラシや雑誌・週刊誌等の蛍光染料を使用した印刷用紙が含まれるため、少量の蛍光反応は発生する。これらの古紙由来からの蛍光反応はあるが、製造工程で蛍光染料を使用しない物を無蛍光（ノー蛍光）と呼んでいる。

## 分類
特殊白板紙は、以下のように細分化される。
- 特板アイボリー
- 特板カード

更に特板カードも、本来は使用する古紙原料などによりカードＡとカードＢに分類されるが、最近では原料による区別が難しくなって来ている。
- カードＡ
- カードＢ

## 主な用途
医薬品・食品向けパッケージが圧倒的であるがコート白ボールよりも高級な分野で使われる事が多い。

## 由来
特殊白板紙の派生は、黄ボールやチップボール・白ボールなどの下級板紙からのグレードアップされた品質の変遷が特殊白板紙の誕生の流れである。